# Henry J
De Henry J was een personenauto uit de middenklasse die in 1951 op de markt werd gebracht door de Amerikaanse autoconstructeur Kaiser-Frazer. De wagen werd vernoemd naar Henry J. Kaiser, een van de eigenaren van het bedrijf.

## Historiek
Eind jaren veertig wilde Henry J. Kaiser het marktaandeel van zijn bedrijf vergroten door een auto uit te brengen die goedkoop te produceren was en daardoor betaalbaar zou zijn voor de gemiddelde Amerikaan, net zoals Henry Ford voor de Eerste Wereldoorlog met de Ford Model T had gedaan.
In 1949 had Kaiser-Frazer een staatslening gekregen voor de bouw van het voertuig, waaraan voorwaarden waren verbonden: de prijs van de auto, inclusief belastingen en leveringskosten, mocht niet hoger zijn dan $1.300, de auto moest uiterlijk op 30 september 1950 worden afgeleverd, plaats bieden aan minstens vijf volwassenen en een constante snelheid van ten minste 80 km/u kunnen aanhouden.
Om dit te bereiken werd de Henry J uit zo min mogelijk onderdelen opgebouwd en waren er weinig opties beschikbaar. Om kosten te besparen hadden vroege exemplaren geen kofferdeksel, de kofferbak was alleen bereikbaar door de rugleuning van de achterbank neer te klappen. Door de carrosserie te ontwerpen als een tweedeurs sedan met vaste zijruiten achteraan werd nog verder bespaard. In de basisuitrusting ontbraken ook het handschoenenkastje, armleuningen, de zonneklep rechts en het ventilatiesysteem.

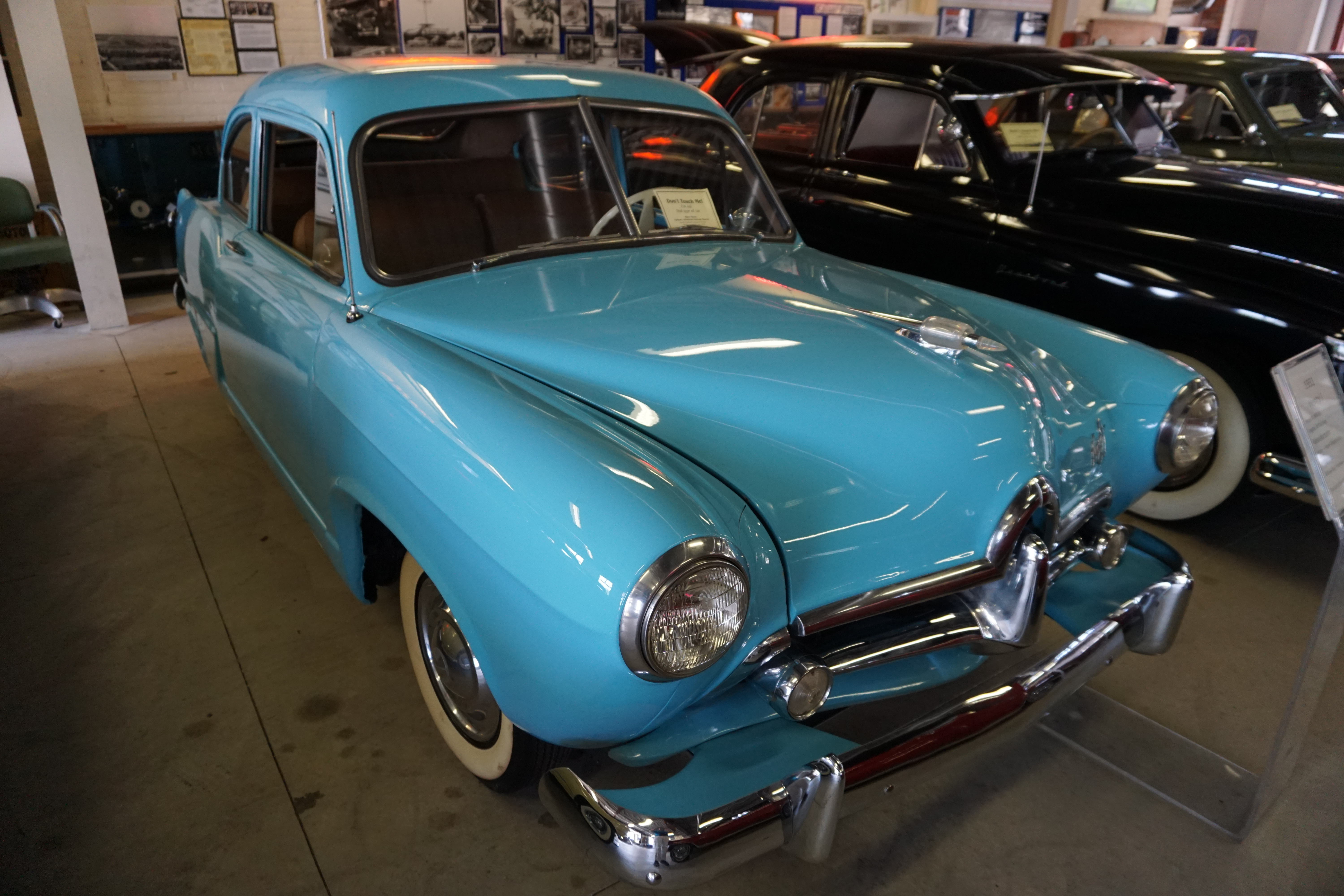
Henry J (1951)
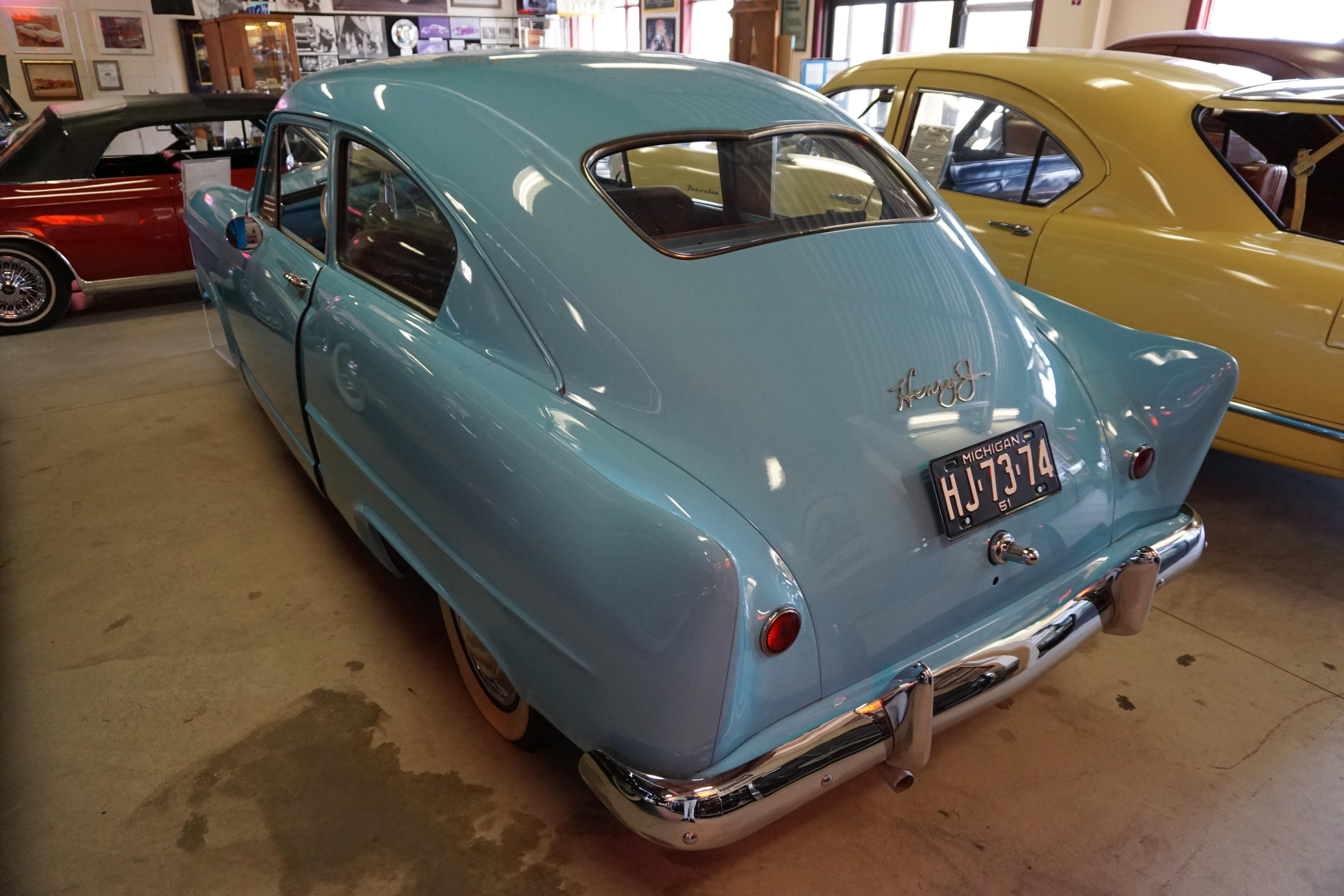
Henry J (1951), achteraanzicht zonder kofferdeksel
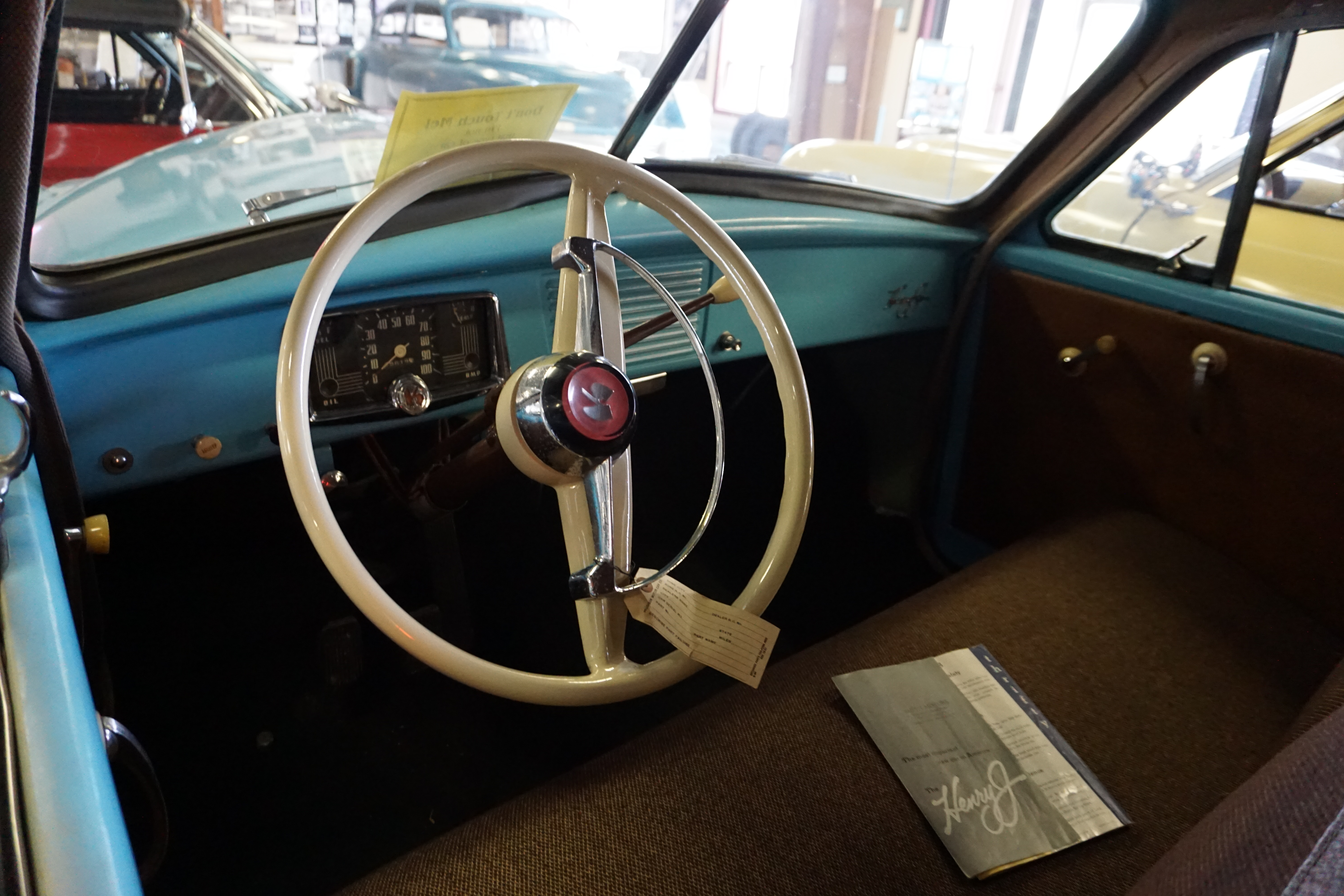
Henry J (1951), interieur

De Henry J bleek een commerciële flop voor Kaiser-Frazer. De wagen was weliswaar goedkoop, maar zijn concurrenten in dezelfde prijsklasse waren groter, beschikten over meer binnenruimte en hadden bovendien wel een kofferdeksel en zijruiten achteraan die open konden. Kaiser-Frazer bood het kofferdeksel samen met wat andere uitrusting vanaf 1951 aan als een optiepakket en bleef reclame maken met de goedkope aanschafprijs en de lage onderhoudskosten van de wagen, maar de omzet bleef jaar na jaar dalen.
Onverkochte exemplaren uit 1951 werden uitgerust met een verbeterd interieur en een "Continental reserverwiel" (een rechtopstaand reservewiel dat gemonteerd is achter de kofferbak en dat zijn naam dankt aan de oorspronkelijke Lincoln Continental) en in 1952 op de markt gebracht als de Vagabond.

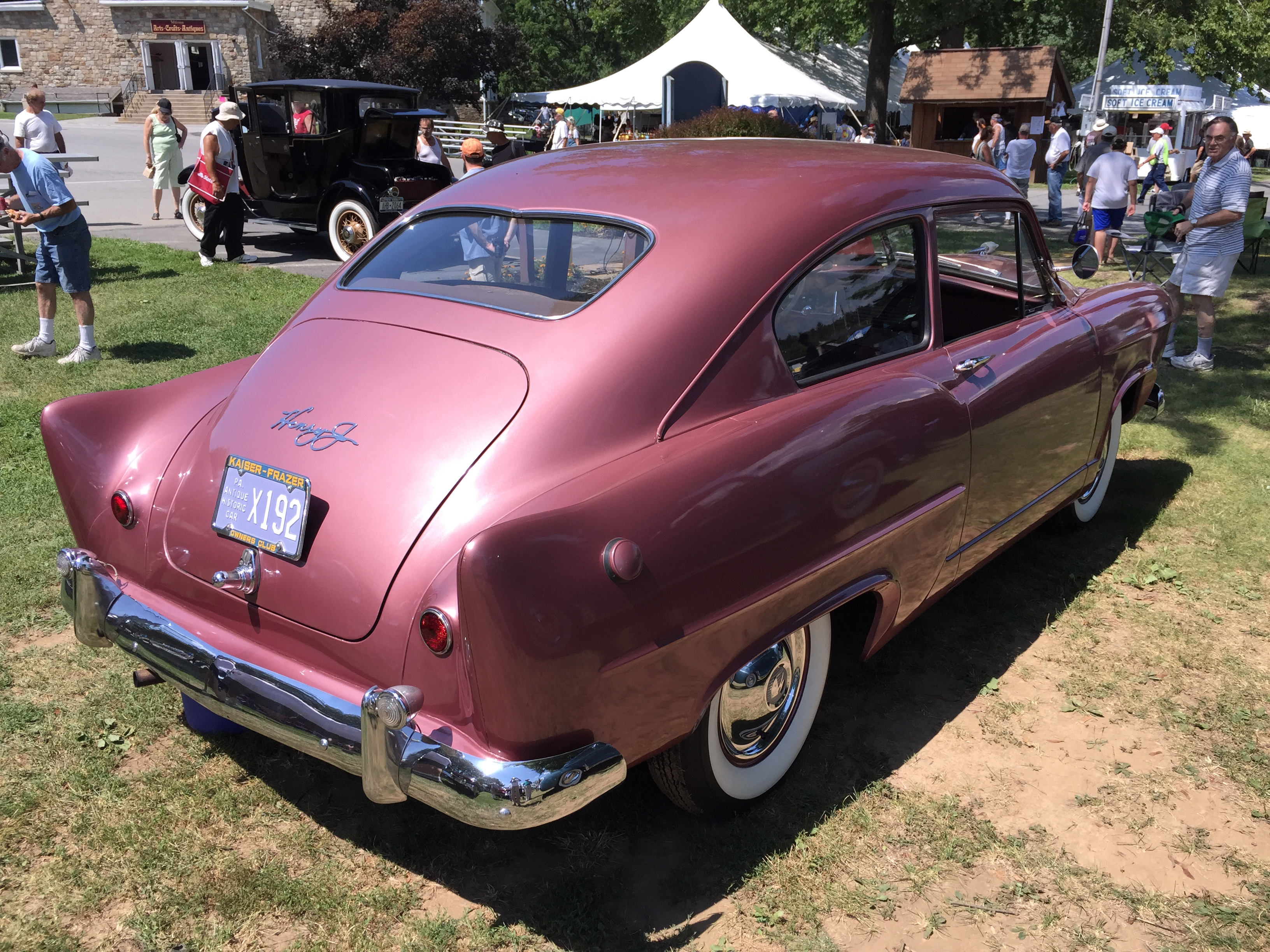
Henry J (1951) met het optionele kofferdeksel
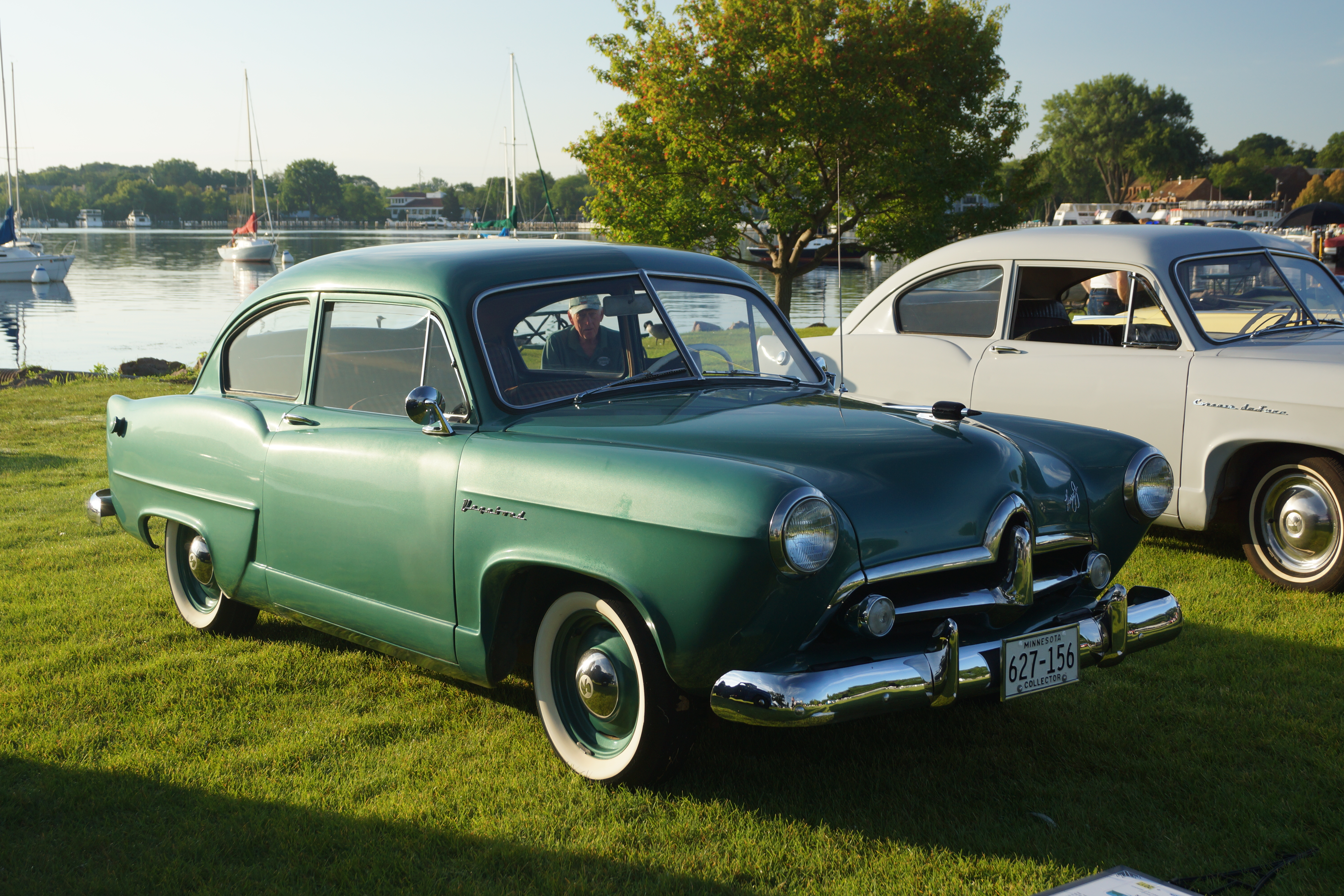
Henry J Vagabond (1952)

In 1952 werden de Corsair (viercilinder) en de Corsair DeLuxe (zescilinder) geïntroduceerd met een verbeterde styling: Vooraan hadden de wagens een radiatorrooster over de volledige breedte, terwijl de achterlichten in de vinnen van het achterspatbord waren verwerkt.

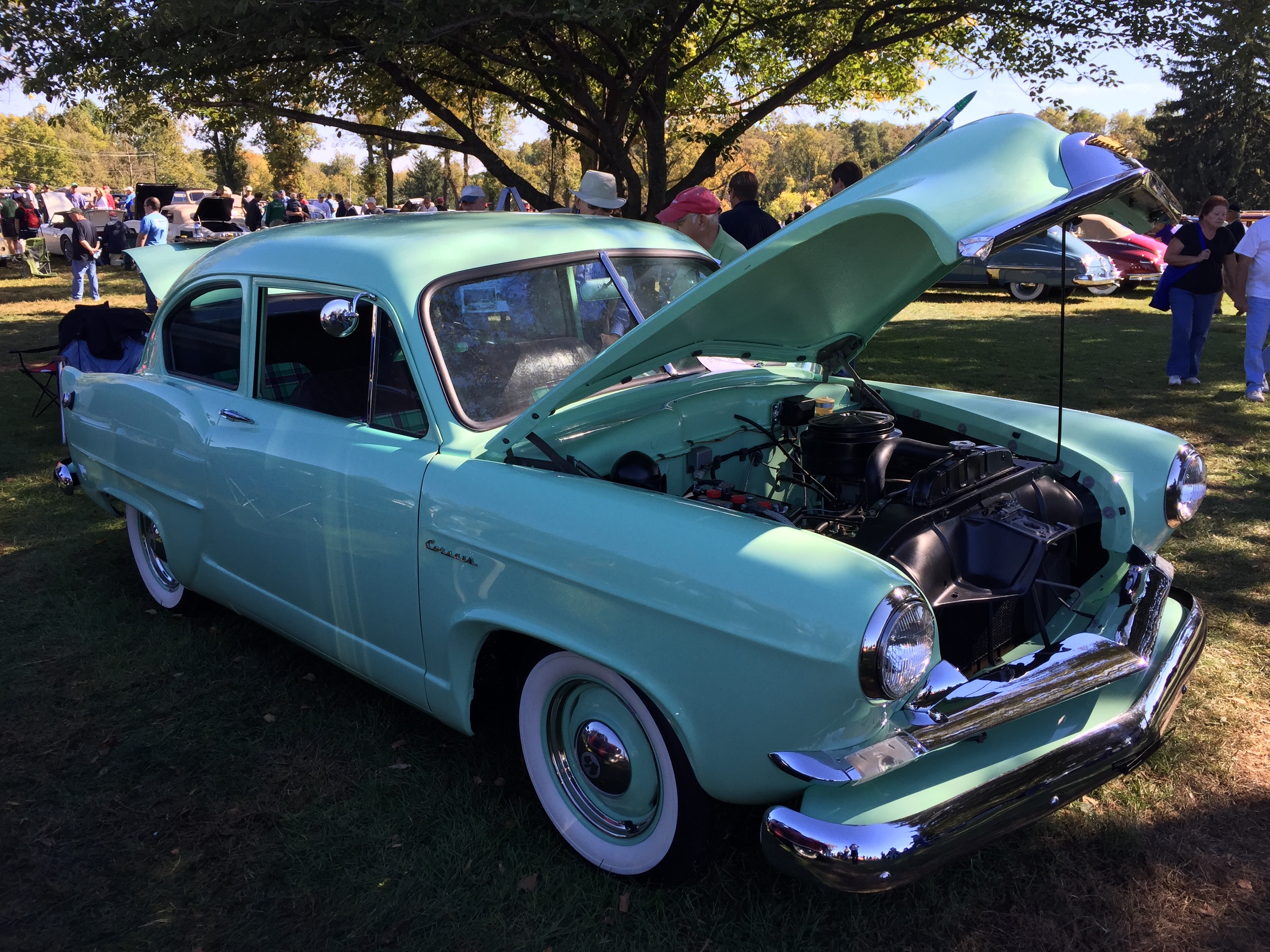
Henry J Corsair DeLuxe (1953)
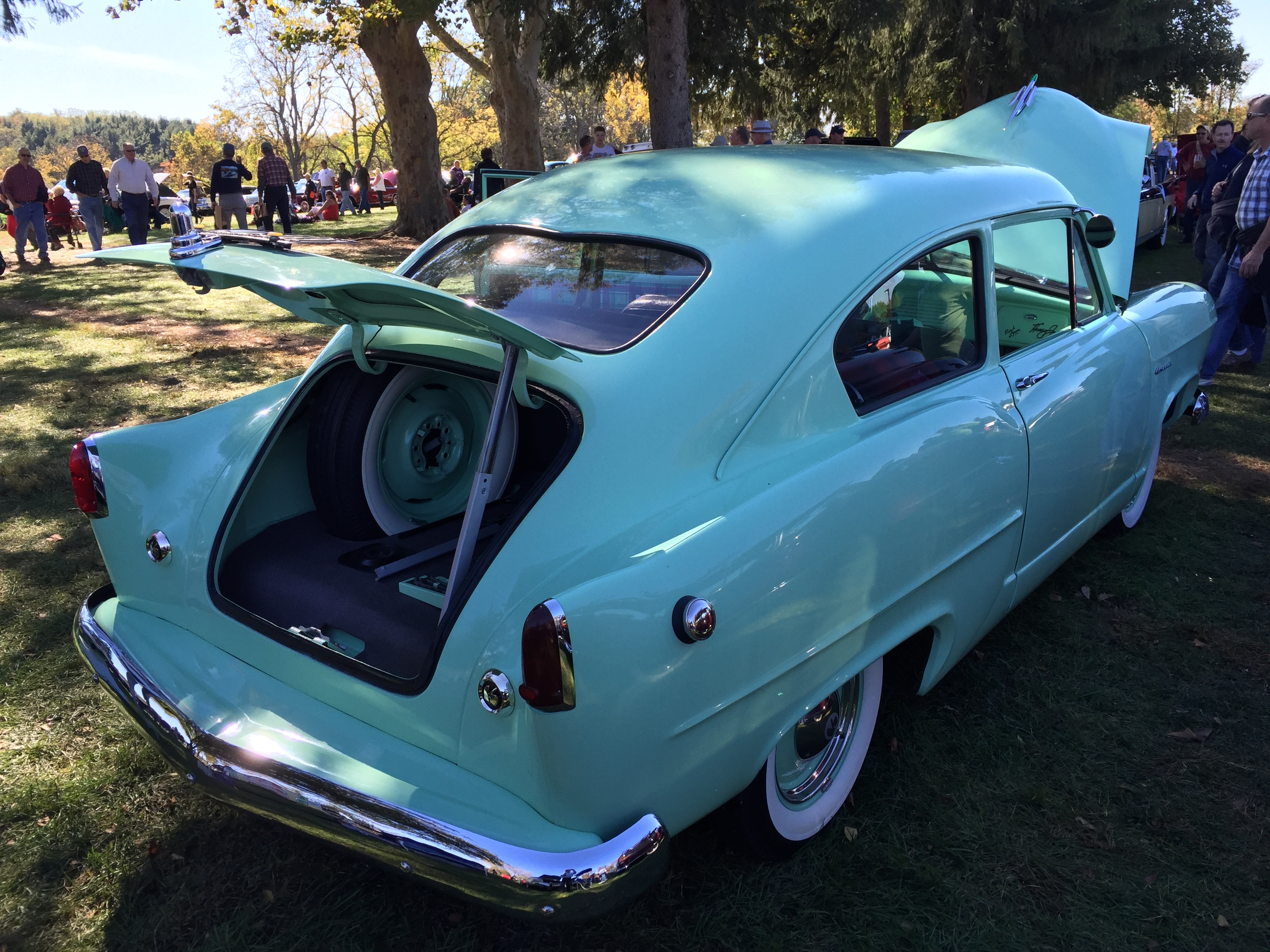
Henry J Corsair DeLuxe (1953), achteraanzicht met de achterlichten in de vinnen verwerkt
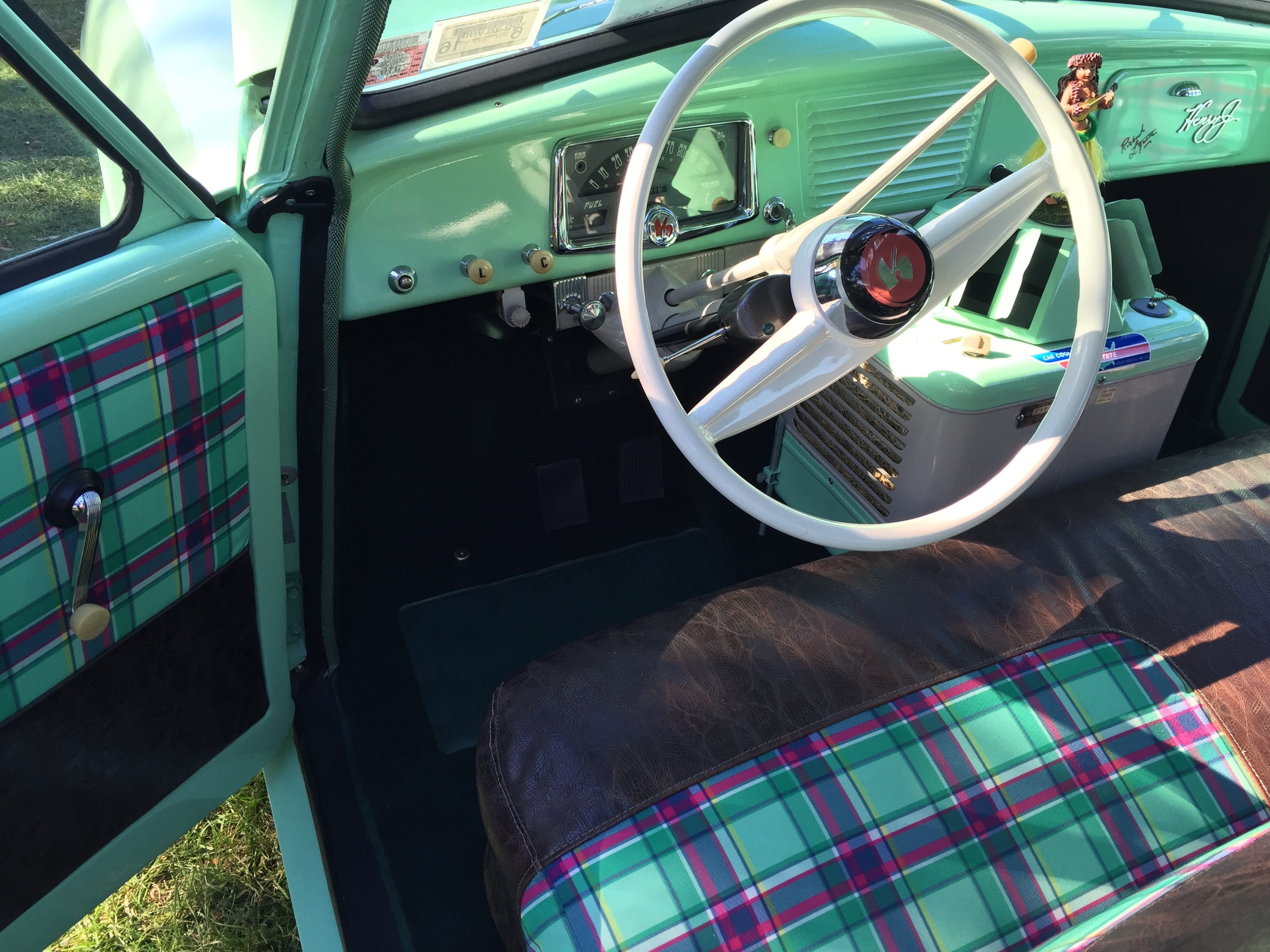
Henry J Corsair DeLuxe (1953), interieur

Hoewel de Henry J goedkoop was voor consumenten, waren de productie- en arbeidskosten hoog. Henry J. Kaiser wilde met deze auto winst maken door hoge productieaantallen, maar de slechte verkoopcijfers verhinderden dit. Bovendien kwam Kaiser-Frazer met deze kleine auto op de markt op een moment dat de Amerikaanse kopers vooral geïnteresseerd waren in grote auto's. Na de overname van Willys-Overland in het voorjaar van 1953 besloot het management van Kaiser Motors om de productie van de Henry J eind 1953 stop te zetten.
Het chassis van de Henry J werd naderhand nog gebruikt als basis voor de Kaiser Darrin sportwagen.

## Techniek
De Henry J werd aangedreven door een vier-in-lijnmotor van 50 kW (68 pk) of door een zes-in-lijnmotor van 59 kW (80 pk). Deze zijklepmotoren werden geleverd door Willys-Overland. De viercilinder was een licht gewijzigde motor uit de Jeep CJ-3. Het motorvermogen werd op de achterwielen overgebracht via een handgeschakelde gesynchroniseerde drieversnellingsbak met een schakelpook op de stuurkolom. Optioneel was ook een overdrive leverbaar.
| Type           | Motor     | Motor        | Motor       | Jaartal   |
| Type           | Inhoud    | Cilinders    | Vermogen    | Jaartal   |
| -------------- | --------- | ------------ | ----------- | --------- |
| Standard       | 2.199 cm³ | vier-in-lijn | 50 kW/68 pk | 1951      |
| DeLuxe         | 2.638 cm³ | zes-in-lijn  | 59 kW/80 pk | 1951      |
| Vagabond       | 2.199 cm³ | vier-in-lijn | 50 kW/68 pk | 1952      |
| Vagabond       | 2.638 cm³ | zes-in-lijn  | 59 kW/80 pk | 1952      |
| Corsair        | 2.199 cm³ | vier-in-lijn | 50 kW/68 pk | 1952-1954 |
| Corsair DeLuxe | 2.638 cm³ | zes-in-lijn  | 59 kW/80 pk | 1952-1954 |

## Afgeleiden
Vanaf 1952 verkocht Kaiser-Frazer de Henry J ook via de Sears-Roebuck warenhuisketen onder de naam Allstate. De Allstate leek sterk op de Henry J, maar had een andere radiatorrooster, logo's, wieldoppen, interieurbekleding, banden en batterij. Na twee jaar van tegenvallende verkoopsresultaten stopte Sears-Roebuck met de verkoop.
De auto was van 1951 tot 1954 ook in Japen verkrijgbaar onder licentie van East Japan Heavy Industries, een onderdeel van de Mitsubishi Group.

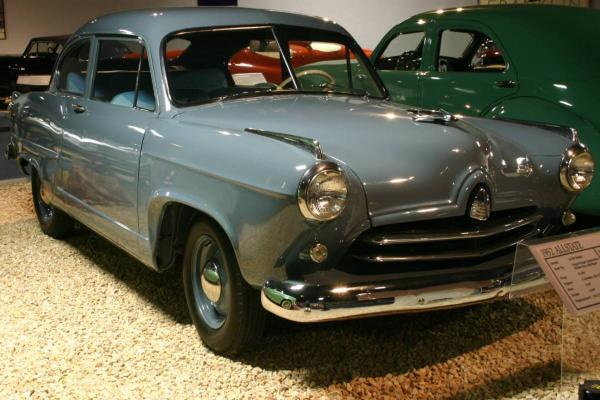
Allstate (1952)
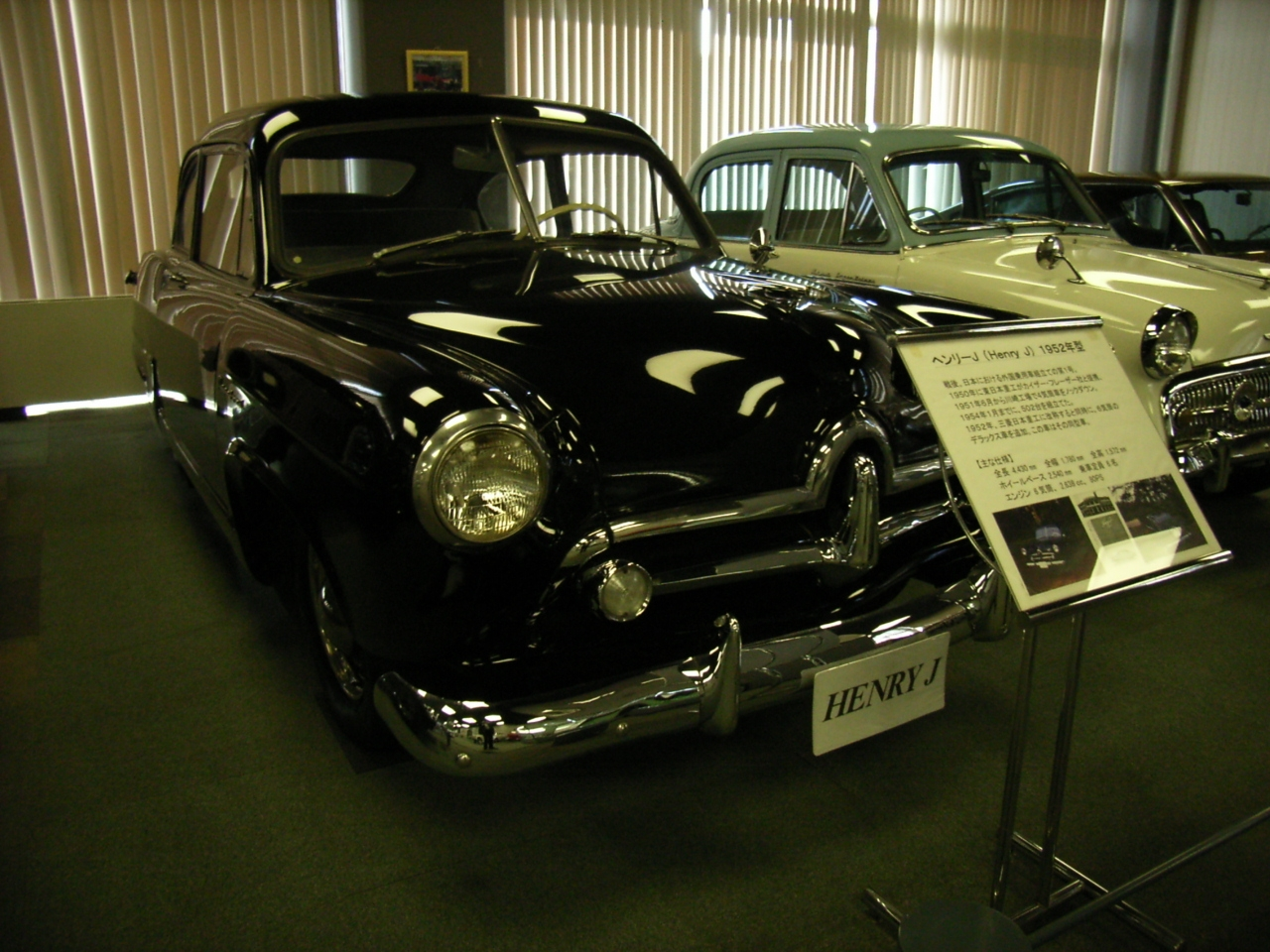
Japanse Henry J